# The ReVe Festival: Finale
The ReVe Festival: Finale – trzeci album studyjny południowokoreańskiej grupy Red Velvet, wydany 23 grudnia 2019 roku przez wytwórnię SM Entertainment i dystrybuowany przez Dreamus. Płytę promował singel „Psycho”. Jest to trzecie i ostatnie wydawnictwo z trylogii The ReVe Festival (kor 더 리브 페스티벌).
Utwory od 4 do 9 pochodzą z płyty The ReVe Festival: Day 2, a utwory 10–15 pochodzą z płyty The ReVe Festival: Day 1.
Sprzedał się w nakładzie 142 661 egzemplarzy w Korei Południowej (stan na luty 2020 r.).

## Lista utworów
| CD  | CD | CD                                                                      | CD | CD                                                                       | CD      |
| Nr  | Tytuł utworu | Tekst                                                                   | Kompozycja                                                                                                  | Aranżacja                                                                | Długość |
| --- | --- | ----------------------------------------------------------------------- | --- | ------------------------------------------------------------------------ | ------- |
| 1.  | „Psycho” | Kenzie                                                                  | Andrew Scott, Cazzi Opeia, EJAE                                                                             | Druski, Yoo Young-jin                                                    | 3:31    |
| 2.  | „In & Out” | Kenzie                                                                  | Kenzie, Moonshine, Cazzi Opeia                                                                              | Moonshine                                                                | 3:13    |
| 3.  | „Remember Forever”                                                                                               | Lee Seu-ran, Jang Yeo-jin (Lalala Studio)                               | Louise Frick Sveen, Royal Dive                                                                              | Royal Dive                                                               | 3:08    |
| 4.  | „Nun matchugo, son matdaego (Eyes Locked, Hands Locked)” (kor. 눈 맞추고, 손 맞대고 (Eyes Locked, Hands Locked)) | Sumin                                                                   | Sumin | Sumin, Jeong Dong-hwan                                                   | 4:11    |
| 5.  | „Ladies Night”                                                                                                   | Park Ji-yeon (Mono Tree)                                                | Chu Dae-gwan (Mono Tree), Andreas Öberg, Maja Keuc                                                          | Chu Dae-gwan (Mono Tree)                                                 | 3:57    |
| 6.  | „Jumpin’” | Kenzie                                                                  | Kenzie, Caesar & Loui, Ylva Dimberg                                                                         | Caesar & Loui                                                            | 3:36    |
| 7.  | „Love Is The Way”                                                                                                | Goo Tae-woo (Jam Factory), Shin Hye-sun (Jam Factory)                   | Ryan S. Jhun, Denzil “DR” Remedios, Nermin Harambasic, Rodnae “Chikk” Bell, Courtney Woolsey, Charite Viken | Denzil "DR" Remedios                                                     | 3:32    |
| 8.  | „Carpool” (kor. 카풀 (Carpool))                                                                                  | Kenzie                                                                  | Sophia Ayana, Léon Paul Palmen, Nathan Cunningham, Marc Sibley                                              | Sophia Ayana, Léon Paul Palmen, Nathan Cunningham, Marc Sibley           | 3:27    |
| 9.  | „Umpah Umpah” (kor. 음파음파 (Umpah Umpah))                                                                      | Jeon Gandi                                                              | Christoffer Lauridsen, Andreas Öberg, Allison Kaplan                                                        | Christoffer Lauridsen, Andreas Öberg                                     | 3:40    |
| 10. | „LP” | Seo Ji-eum                                                              | Ryan S. Jhun, Hanif Hitmanic Sabzevari, Dennis DeKo Kordnejad, Pontus PJ Ljung, Anna Isbäck                 | Ryan S. Hanif Hitmanic Sabzevari, Dennis DeKo Kordnejad, Pontus PJ Ljung | 3:27    |
| 11. | „Annyeong, Yeoreum (Parade)” (kor. 안녕, 여름 (Parade))                                                          | Seo Ji-eum                                                              | Fredrik Häggstam, Johan Gustafsson, Sebastian Lundberg, Ylva Dimberg                                        | Trinity                                                                  | 3:13    |
| 12. | „Chinguga Anya (Bing Bing)” (kor. 친구가 아냐 (Bing Bing))                                                       | Kim Soo-jin (Jam Factory)                                               | Will Simms, Ylva Dimberg, Neil Athale                                                                       | Will Simms, Ylva Dimberg, Neil Athale                                    | 3:27    |
| 13. | „Milkshake” | Kim Bo-eun (Jam Factory)                                                | Moonshine, Cazzi Opeia, Boots a.k.a. Per Kristian Ottestad                                                  | Moonshine                                                                | 3:30    |
| 14. | „Sunny Side Up!”                                                                                                 | Jeon Gandi                                                              | Moonshine, Ellen Berg, Cazzi Opeia                                                                          | Moonshine                                                                | 3:23    |
| 15. | „Zimzalabim” (kor. 짐살라빔 (Zimzalabim), ang. Jimsallabim)                                                      | Lee Seu-ran                                                             | Olof Lindskog, Daniel Caesar, Ludwig Lindell, Hayley Aitken                                                 | OLLIPOP, Caesar & Loui                                                   | 3:10    |
| 16. | „La Rouge” (Special Track)                                                                                       | JQ, Moon Seo-ul Ahn Young-joo (makeumine works), mola (makeumine works) | Andreas Öberg, Simon Petrén, Maja Keuc, Hwang Chan-hee, Hong So-jin                                         | Simon Petrén                                                             | 3:10    |

## Notowania
| Lista                      | Pozycja |
| -------------------------- | ------- |
| Belgia (Ultratop Flanders) | 181     |
| Oricon Weekly Album Chart  | 24      |
| Billboard Japan Hot Albums | 45      |
| Polska (ZPAV)              | 45      |
| Gaon Weekly Album Chart    | 1       |
| Gaon Yearly Album Chart    | 57      |
| Hiszpania (PROMUSICAE)     | 80      |
| Five Music (Tajwan)        | 1       |
| Billboard World Albums     | 3       |
| Heatseekers Albums         | 2       |
| US Digital Albums (OCC)    | 22      |